# Ringebu
Ringebu är en tätort och kyrkby som utgör centralort i Ringebu kommun i Innlandet fylke i Norge. Orten ligger i Gudbrandsdalen, vid Europaväg 6, Dovrebanan och älven Gudbrandsdalslågen. Sydöst om tätorten finns Ringebu stavkyrka.

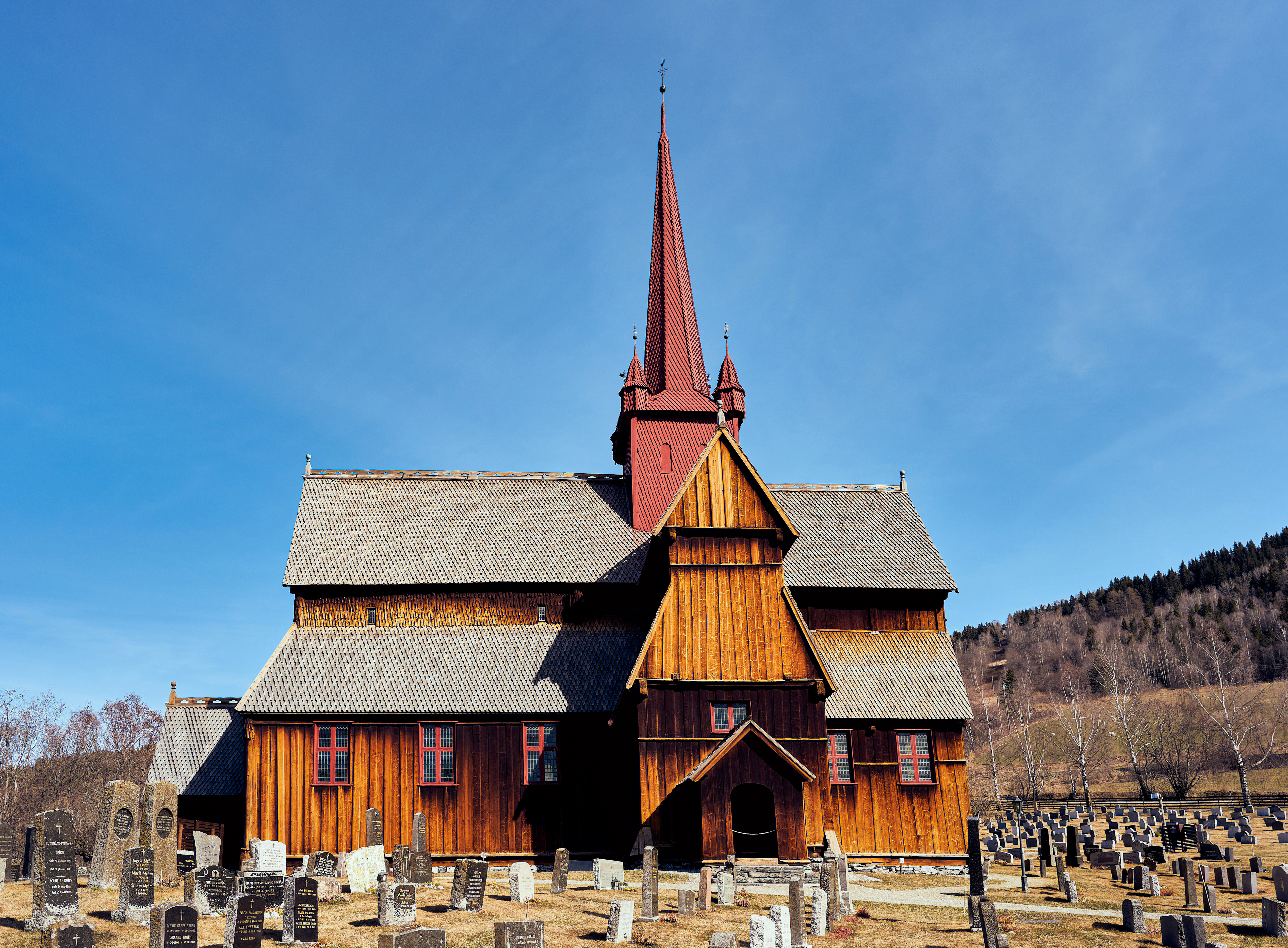
Ringebu stavkyrka.